# B6 (商業施設)
b6 JINGUMAE（ビーロク じんぐうまえ）は、かつて東京都渋谷区に存在した商業施設。

## 概要
開発主体はジョイント・コーポレーションのグループ会社であるエルカクエイ（ジョイント・レジデンシャル不動産を経て、現在は長谷工不動産ホールディングス）。同社は以前から都心およびその周辺で中小規模の商業施設を手掛けており、b6はその集大成として建設された。外観デザインを手がけたのは、建築家の西森陸雄。施設計画には丸井グループのエイムクリエイツが参画し、エルカクエイが実施したコンペティションによって両者が選定された。
ブランド店や路面店が多く立ち並ぶエリアの特性を反映した回遊型商業施設で、“自然との共生”もテーマとされた。施設名の“b6”も、“ぶらぶら歩き”“beat（わくわく、どきどき）”“be Natural（自然に）”の“b”と、神宮前6丁目所在である事から取られたものだった。
白いフレームを貼りつけたようなファサードが特徴の館内は、明治通りに面したエントランス付近の“フォーラム”、路地のような店舗配置の“ガレリア”、建物の一番奥に広がる、敷地の4分の1を占める緑地と一体化した“ガーデン”と3つのゾーンに分かれ、中へ歩みを進めると自然が多い空間に変わっていく演出がなされた。洞窟や水路のある中庭に隣接して、特注のいぶし瓦や土壁を外壁に用いたアネックス館を配置。エスカレーターも中庭を取り込むように設置された。
施設内のサインもオリジナルで、テナントひとつひとつに番地を割り当て、サインを見ながら目的の店舗に誘導する方式がとられた。このやり方にした事で、施設内の回遊効果も狙っていたという。
オープン当初のテナントは39店舗で、うち日本初登場2店舗、新ブランド及び新業態が各6店舗。当初の年間売り上げは60億円を目指すとしていた。しかし売り上げは当初の想定よりも下回り、2012年9月30日をもって閉館となった。

### 閉館後の動き
閉館後のb6敷地および建物は、2013年1月に東急不動産が取得。同年4月-5月にかけてハイネケンビールの期間限定アンテナショップ『ハイネケン・スター・ラウンジ』として暫定的に利用された後、6月に建物の解体へ着手した。
新しい商業ビルのプロジェクトは2013年3月に発表され、2014年2月に工事着工した。外観デザインはクライン・ダイサム・アーキテクツが手掛け、“キュープラザ原宿”として2015年3月27日にオープンした。

## 主なテナント
- コロンビア・スポーツウェア - 国内最大の旗艦店舗であった[18]。
- LUSH
- トリンプ

など

## 歴史
- 2005年（平成17年）3月15日 - 工事着工。
- 2006年（平成18年）6月30日 - 施設概要発表[19]。
- 2006年8月17日 - 全入居テナント発表[8]。
- 2006年10月1日 - 開業。
- 2008年4月 - 管理・運営がアップ・ツー・コーポレーションに変更[1]。
- 2009年5月29日 - ジョイント・レジデンシャル不動産が親会社のジョイント・コーポレーションとともに会社更生法を申請[20][21]。
- 2012年9月30日 - 閉館。
- 2013年1月 - 土地と建物を東急不動産が取得。
- 2013年4月-5月 - 『ハイネケン・スター・ラウンジ』として期間限定営業。
- 2013年6月 - 解体工事に着手。